# 186P/Garradd
186P/Garradd (też Garradd 1) – kometa krótkookresowa z rodziny komet Jowisza.

## Odkrycie
Kometę tę odkrył Gordon J. Garradd 25 stycznia 2007 roku w Obserwatorium Siding Spring. Obiekt ten był także zidentyfikowany później na zdjęciach z lat 1975, 1977 i 1996 wykonanych w tym samym obserwatorium. W nazwie znajduje się nazwisko odkrywcy.

## Orbita komety i właściwości fizyczne
Orbita komety 186P/Garradd ma kształt elipsy o mimośrodzie 0,11. Jej peryhelium znajduje się w odległości 4,26 j.a., aphelium zaś 5,4 j.a. od Słońca. Jej okres obiegu wokół Słońca wynosi 10,62 roku, nachylenie do ekliptyki to wartość 28,85˚.
Średnica jądra tej komety to maks. kilka km.